# إيدي بكوينيو
إيدي يكوينيو (بالإسبانية: Eddie Pequenino)‏ هو ممثل أفلام أرجنتيني ولد عام 1928 وتوفي عام 2000.

## من أفلامه
- تعال نرقص الروك
- هل تودين الزواج بي ؟
- الملكة البربرية

## وصلات خارجية
- إيدي بكوينيو على موقع IMDb (الإنجليزية)
- إيدي بكوينيو على موقع قاعدة بيانات الفيلم (الإنجليزية)

- إيدي بكوينيو في قاعدة بيانات الأفلام على الإنترنت